# Вебула
Вебу́ла — деревня в северо-восточной части мьянманского штата Чин. Население — 1041 человек. Является административным центром одноимённой административно-территориальной единицы низшего уровня. В 2018 году развернута кампания за предоставление Вебуле статуса города.
Через Вебулу проходит автомобильная дорога, связывающая города Фалам и Калемьо. В окрестностях деревни разведаны значительные месторождения различных полезных ископаемых.
С Вебулой связана легенда о чудесном происхождении одного из чинских племён.

## Географическое положение, природные условия
Вебула находится в северо-восточной части мьянманского штата Чин на расстоянии около 30 км к востоку от города Фалам и в 5 км к западу от границы штата с административной областью Сикайн.
Расположена на восточном склоне Чинских гор в холмистой местности у подножья одноимённого холма. Средняя высота местности над уровнем моря — 1188 метров. В основном окружена лесными массивами, в которых преобладает вечнозелёная растительность. С западной стороны к деревне прилегает довольно значительный участок кустарниковых зарослей.

## История
Непосредственно после установления британского контроля над горной частью чинских земель к началу 1890-х годов, представители колониальной администрации сообщали о Вебуле как о достаточно старой деревне, играющей заметную роль в хозяйственной жизни местного населения.
В годы Второй Мировой войны в ходе Бирманской кампании Вебула, располагавшаяся на достаточно значимой дороге, стала важным опорным пунктом обороны британских вооружённых сил. Помимо собственно британских и британо-индийских частей здесь дислоцировались подразделения, укомплектованные местными чинами, а также каренами. В октябре 1943 года деревня была занята японцами, атаковавшими её силами полной роты при поддержке миномётного огня. Весной следующего года в ходе контрнаступления союзников, развернутого с территории Индии, Вебула и окружающие её территории были освобождены.
В начале 1960-х годов Вебула, несмотря на малочисленность своего населения, фигурировала в числе населённых пунктов, предлагавшихся на рассмотрение Председателю Революционного правительства Бирмы Не Вину в качестве возможного административного центра чинской автономии.

## Население, административная принадлежность
Население Вебулы, по состоянию на март 2014 года, составляло 1041 человек, в том числе 497 мужчин и 544 женщины.
Деревня является административным центром одноименной административно-территориальной единицы низшего уровня — деревенской общины (англ. village tract), входящей в состав тауншипа Фалам. Последний, в свою очередь, является частью района Фалам, входящего в состав штата Чин.
В феврале 2018 года в ходе поездки вице-президента Мьянмы Генри Ван Тхио по штату Чин — родному для него — жители района Фалам подали ему петицию из 12 пунктов, в числе которых было требование о предоставлении Вебуле статуса города.

## Хозяйственная деятельность, инфраструктура
Население занято главным образом в земледелии. Основной сельскохозяйственной культурой является кукуруза — площадь её посадок, обрабатываемых жителями деревни, по состоянию на 2012 год составляет 220 акров. Имеются также рисовые чеки (общая площадь на тот же год — 13 акров).
В окрестностях деревни разведаны весьма значительные залежи полезных ископаемых, в частности, никелевых руд, хромитов и перидотита. В начале 2010-х годов властями Мьянмы был разработан проект эксплуатации никелевых месторождений, предусматривающий привлечение к разработкам нескольких китайских сырьевых компаний. Обнародование соответствующих планов вызвало беспокойство среди местного населения: в 2013 году была проведена серия акций протеста под социальными и экологическими лозунгами.
В Вебуле имеются средняя школа и медпункт. Через деревню проходит автомобильная дорога, связывающая города Фалам и Калемьо, которая обеспечивает основные потоки товарных обменов между населением северных частей штата Чин и административной области Сикайн: с чинской стороны идут главным образом поставки продукции животноводства и овощеводства, с сикайнской — риса. В июле 2008 года масштабный оползень, произошедший около Вебулы, привел к разрушению дороги. К работам по ликвидации его последствий местными властями было в принудительном порядке привлечено около 50 жителей деревни.

## Легенда о происхождении племени яхао
С Вебулой связана легенда, повествующая о происхождении одного из местных чинских племён — яха́о. Согласно ей, в древности на склоне холма, на котором расположена деревня, женщина-бирманка нашла огромное яйцо, оставленное там самим Солнцем. Женщина отнесла находку домой и положила в глиняный горшок. Через некоторое время из яйца вылупились четыре мальчика. Возмужав, все они женились на местных женщинах. Обзаведясь семьями, трое из братьев отправились жить в различные поселения, уже существовавшие на момент их рождения, а младший, которого звали Яхао, основал новую деревню недалеко от Вебулы и стал родоначальником нового племени.